# Christoph Ludwig Stieglitz

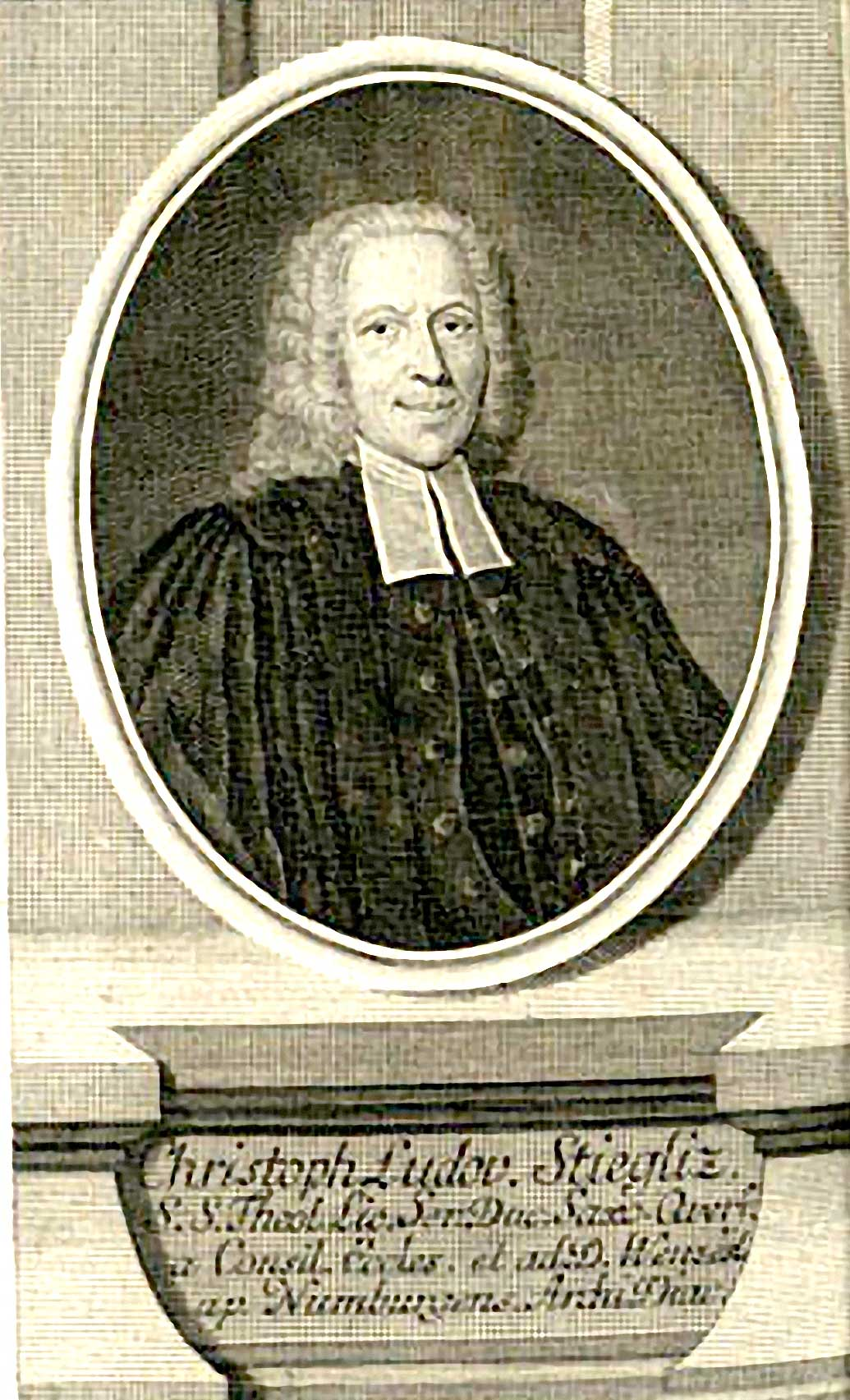
Christoph Ludwig Stieglitz

Christoph Ludwig Stieglitz (* 20. Oktober 1687 in Leipzig; † 1768 in Naumburg (Saale)) war ein deutscher lutherischer Theologe.

## Leben
Christoph Ludwig Stieglitz, der Sohn des Oberhofgerichtsprokurators und Advokaten Conrad Stieglitz und dessen Frau Dorothea, Tochter des Leipziger Kaufmanns Lorentz Taubert, hatte die erste Bildung von Privatlehrern erhalten. Seit dem zwölften Lebensjahr besuchte er die Nikolaischule und begann 1704 ein Studium der philosophischen und theologischen Wissenschaften an der Universität Leipzig. In Philosophie besuchte er die Vorlesungen von Johann Gottlieb Hardt und Gottfried Olearius, medizinische Vorlesungen bei Johann Christian Schamberg und Polycarp Gottlieb Schacher und orientalische Sprachen absolvierte er bei Johann Benedict Carpzov IV. (1670–1733). In Leipzig erwarb er sich 1705 das Bakkalaureat, 1707 wurde er Magister der Philosophie und er habilitierte sich 1709 an der philosophischen Fakultät.
Nach seiner Magisterpromotion hatte er sich auf ein Studium der Theologie konzentriert. Hierzu wurden Olearius, Thomas Ittig, Gottlob Friedrich Seligmann und Johannes Günther (1660–1714) seine prägenden Ausbilder. Am 28. Mai 1709 wechselte er an die Universität Wittenberg, wo er besonders seine theologischen Kenntnisse erweitern wollte. Bei Johann Georg Neumann fand er eine Unterkunft in dessen Haus und besuchte die Vorlesungen von Caspar Löscher, Johann Heinrich Feustking, Martin Chladni und Gottlieb Wernsdorf. Dort wurde er 1713 Bakkalaurus der Theologie und verteidigte bei dieser Gelegenheit unter dem Vorsitz des Professors Chladni seine scharfsinnige Abhandlung „Philadelphianismus Berentianus Ecclesiae nostrae nuper oblatus, nunc vero sub examen vocatus“. Damit hatte er sich das Recht erworben, an der Wittenberger Hochschule Vorlesungen zu theologischen Themen zu halten.
Diese fanden solchen Anklang, dass er oft am Tag zehn Stunden lesen musste. 1717 folgte Stieglitz einem Ruf nach Naumburg, wo er dritter Diakonus an der Wenzelauskirche wurde, 1718 zum zweiten Diakon aufstieg und 1723 zum Archidiakon berufen wurde. 1726 erlangte er in Wittenberg die Würde eines Lizentiaten der Theologie, lehnte 1727 den ihm unterbreiteten Vorschlag ab, Hofprediger in Weimar zu werden und wurde 1729 Kirchenrat des Herzogs Christian von Sachsen-Querfurt-Weißenfels. 1742 stieg er in Naumburg zum Oberpfarrer sowie Scholarchen auf und promovierte 1744 an der theologischen Fakultät in Wittenberg zum Doktor der Theologie.

## Familie
Aus seiner Ehe mit Katharina Elisabeth, der Tochter des Archidiakons an der St. Wenzelkirche in Naumburg Johann Weise und dessen Frau Eleonore Sophie Schmied, sind Kinder hervorgegangen. Von diesen kennt man:
- Christian Friedrich Stieglitz (* Naumburg (1722)) Pfarrer in Heningsleben
- Dorothea Elisabeth Stieglitz verh. 1758 Dr. med Christian Gottlob Grosse
- Gottlieb Ludwig Stieglitz, immatr. UWB 1743
- Johann Konrad Stieglitz (* 5. Dezember 1724 in Naumburg; † 1. Februar 1795 in Nürnberg) Professor der Rechte Universität Altdorf

## Werke
- Diss. inaug de Τετραγραμμάτω [Tetragrammaton] יהוה Leipzig 1709
- Diss. Philadelphianismus Berentianus ecclesiae nostrae hiatus, nunc vero tub examen vocatus. Wittenberg 1713
- Nothwendige Erinnerungen an Herrn Jo. Lysium, Pastor zu St. Georgen in Berlin, wegen seiner sogenannten bescheidenen Schutzschrift, sammt beigefügten verseutschten Lehrsätzen des Hernn D. Mart. Chladenii, von den begeisterten ohne Geist, wohlmeinend abgefasst und ausgefertigt. Wittenberg 1716
- Abgenöthigte Antwort auf. Jo. Lysii wiederholte Schrift und die darin vorgetragene neue Lehre von den unmittelbaren Offenbahrungen Gottes. Wittenberg 1716
- Kurze Gegenvorstellung an Herrn Jo. Lysium, wasmmaßen man seinen, in der letzten Vorstellung gefaßten Entschluß, in dem durch ihn erregten Streit von unmittelbaren Offenbahrungen, nunmehro still zu schweigen sich gar wohl gefallen lasse. Frankfurt und Leipzig (Wittenberg) 1716
- Oratio de syncretismo contra G. C. Binderum, Past. Ebertsh. et Quirnheimeti. Wittenberg 1728, Eisenach 1755